# Unterberghorn
L'Unterberghorn est une montagne qui s’élève à 1 773 m d’altitude dans le Kaisergebirge, en Autriche.